# Јулијан Думитраш
Јулијан Думитраш (рум. Iulian Dumitraș; 22. јун 1982) професионални је румунски рагбиста. Његова примарна позиција је отварач, а секундарна је аријер. Током каријере играо је у румунској супер лиги и у француској првој и другој лиги. Био је део селекције Румуније на два светска купа (2007, 2011). За Румунију је одиграо 39 тест мечева и постигао 7 есеја.